# Savannah (atriz)
Savannah, nome artístico de Shannon Michelle Wilsey Longoria, (Mission Viejo, Califórnia, 9 de outubro de 1970 — Burbank, Califórnia, 11 de julho de 1994) foi uma atriz pornográfica norte-americana. Na opinião de alguns, conseguiu grande notoriedade em sua curta carreira que durou de 1990 até 1994.

## Biografia
Quando seus pais se divorciaram em 1972, ela se mudou para o Texas com sua mãe, alguns anos depois, viveu um pouco com seu pai em Oxnard, Califórnia e após com seus avos em sua cidade natal Mission Viejo, Califórnia, onde se tornou líder de torcida. Aos treze anos, descobriu que Joe Longoria, o homem pelo qual ela foi criada, não era seu pai biológico. E Shannon, começou a se transformar em uma "criança problema" e logo após viveu como groupie.
Ela viveu com Gregg Allman, líder da banda de Rock Allman Brothers, por dois anos, desde os dezesseis, ficou grávida e abortou. Com o fim do romance, ela se envolveu com Billy Sheehan. Quando começou a trabalhar como modelo e atriz pornô em 1990, ela e Sheehan seguiram caminhos diferentes.

### Carreira e relacionamentos
Shannon tirou o nome de Savannah, do filme Savannah Smiles de 1982.
Assinou contrato com a Vivid Entertainment em 1991 e ganhou fama rapidamente. Caiu nas armadilhas da indústria, se envolvendo com drogas e gastos excessivos, teve problemas financeiros apesar de sua renda substancial. Ganhou reputação de egoísta e uma atriz difícil de se trabalhar, o que levou a Vivid a cortar laços com ela em 1992.
Seu encanto por estrelas do rock, fez com que se envolvesse com vários músicos bem conhecidos, como Vince Neil, Billy Idol, Slash, Mick Jagger, e Axl Rose.
Savannah teve também um relacionamento homossexual com a também atriz pornográfica Jeanna Fine, com quem mais tarde afirmou ter se apaixonado perdidamente. Teve também um relacionamento com o comediante americano Pauly Shore.
Tentou a carreira de atriz no fim dos anos 80, mas nunca conseguiu um grande papel, além de participações secundárias em filmes não eróticos.

### Morte
No dia 11 de julho de 1994, por volta das 2 horas da manhã, ela e um amigo, Jason Swing, sofreram um acidente de automóvel ao voltarem para casa depois de uma festa. De acordo com os jornais, ambos estavam drogados. Savannah bateu seu Corvette em uma cerca, machucando substancialmente o seu rosto.
Ela ligou para Nancy Pera, sua amiga e empresária, implorando para que ela viesse ajudá-la. Quando Pera chegou, encontrou Savannah muito machucada, mas ainda estava viva. Aparentemente, ela atirou em si mesma com um revólver que guardava em casa. Quase onze horas em coma, ela morreu às 13h20 min, no St. Joseph Medical Center em Burbank, Califórnia aos 23 anos de idade.
Depois de sua morte, sua família trocou acusações de culpa com a indústria pornô. Presume-se que o seu suicídio tenha sido devido a problemas financeiros e a problemas com drogas. Como é comum com muitas estrelas, a popularidade de Savannah cresceu após sua morte. De acordo com algumas reportagens, a demanda por seus filmes triplicou após o ocorrido.

## Filmografia parcial[2]
- Blonde Savage
- Sinderella
- Stepsister
- On Trial - In defense of Savannah

## Prêmios

### AVN (Adult Video News)
- 1992: Melhor revelação do ano
- Hall da Fama